# 파라노말 액티비티 4
《파라노말 액티비티 4》(영어: Paranormal Activity 4)는 2012년 개봉한 미국의 파운드 푸티지 초자연 공포 영화이다. 《파라노말 액티비티 3》(2011) 속편이다. 비교적 이른 나이에 심근 경색으로 사망한 스티븐 더넘의 유작이다.
2014년 속편 《파라노말 액티비티: 더 마크드 원스》가 개봉하였다.

## 줄거리
2006년 케이티가 언니 크리스티와 형부 대니얼을 죽인 뒤 1살 짜리 조카 헌터를 납치한다. 이후 헌터와 케이티의 행방은 묘연해진다.
2011년 15살 앨릭스는 아빠 더그, 엄마 홀리, 어린 남동생 와이엇과 함께 네바다주 헨더슨 교외 부촌에 살고 있다. 넬슨가는 앞집 이웃이 입원하게 되자 와이엇 또래인 이웃의 아들 로비를 맡아준다.
와이엇은 앨릭스에게 로비의 상상 속 친구 토비에 대해 알려준다. 이후 집에서 계속 이상 현상이 일어나자 앨릭스와 남자친구 벤은 집안 곳곳에 카메라를 설치한다. 샹들리에가 떨어져 앨릭스가 죽을 뻔한 직후 로비가 나타나 그렇게 지켜보는 걸 걔는 마음에 들어하지 않는다고 경고한다.
앨릭스는 새벽에 로비네 집앞에 차가 여러 대 주차돼있는 걸 보고 다가갔다가 검은 옷을 입은 수상한 여성을 맞닥뜨리고 도망친다. 다음날 앨릭스는 와이엇의 등에 녹색 상징이 그려져있는 것을 발견한다. 와이엇은 “그”를 만나야만 한다고 얘기하지만 그게 누구인지는 밝히지 않는다. 인터넷을 뒤져보니 와이엇 등에 그려진 문양은 히타이트에서 생식력의 상징이며, 악령을 해방시킨 뒤 초능력을 타고난 남자아이에게 빙의하게 만드는 마녀들도 이를 사용한다는 설명이 나온다. 이 빙의 의식을 완성시키려면 아마도 처녀의 피가 필요한데, 마침 앨릭스가 미경험자이다.
와이엇과 로비가 로비네 집에 가는 걸 보고 그 둘을 따라간 앨릭스는 로비의 엄마 케이티를 만나게 된다. 아프다는 앞집 이웃이 바로 케이티였던 것. 후에 와이엇은 케이티가 자신이 로비와 마찬가지로 입양아라는 걸 이미 알고 있었고 원래 가족들이 돌아오길 바라고 있다고 말했다고 털어놓는다. 곧 와이엇은 한밤중에 자기 이름은 헌터가 아니라고 외치며 눈에 보이지 않는 누군가와 다툰다.
점점 강도 높은 이상 현상이 이어진다. 트랜스 상태에 돌입한 와이엇은 수면제에 취한 앨릭스를 공중에 띄운다. 다음날 새벽에 앨릭스가 차고를 살피는 도중 갑자기 차고로 통하는 모든 문이 잠기고 차에 저절로 시동이 걸려 앨릭스를 일산화 탄소 중독 직전까지 몰아간다. 앨릭스는 겨우 차창을 깨고 차문을 열어 후진으로 차고 문을 부순다. 그 사이 케이티는 몰래 집에 들어와 와이엇에게 네가 “준비”될 때까지 기다리겠다고 말한다.
앨릭스의 설명을 받아들일 수 없는 부모님은 앨릭스가 제정신이 아니라고 걱정하고, 앨릭스가 녹화한 영상은 불가해하게 지워져있다. 더그가 대화를 좀 하자며 앨릭스를 데리고 저녁을 먹으러 밖으로 나간 사이 홀리가 천장에 여러 번 처박힌 끝에 사망한다. 케이티가 나타나 홀리 시체를 어디론가 끌고 간다. 벤은 상징이 마녀 집회와 관련이 있다는 걸 알려주려고 아무도 없는 앨릭스네 집을 방문했다가 케이티에게 목이 꺾여 사망한다.
집에 돌아오는 길에 더그는 앞집에 와이엇과 홀리로 보이는 사람들이 있는 것 같다며 무슨 일인지 확인을 해보겠다고 한다. 홀로 집 안에 들어온 앨릭스는 벤의 시체를 발견한 뒤 보이지 않는 힘에 당해 나자빠진다. 더그를 찾아 케이트의 집으로 달려간 앨릭스는 더그가 바닥에 질질 끌려가는 모습을 보게 된다. 그러나 더그는 곧 시야에서 사라져버리고, 이어 와이엇 목소리 들리자 이번엔 와이엇을 찾는데 케이티가 괴음을 내뱉으며 달려온다.
창문으로 뛰어내린 앨릭스는 마당에서 와이엇과 마주친다. 같이 집에 가자는 말에 와이엇은 앨릭스 뒤를 가만히 바라볼 뿐이다. 돌아보니 대규모의 마녀 무리가 앨릭스를 향해 다가오고 있다. 앨릭스가 달아나려는 순간 흉측한 얼굴을 한 케이티가 달려든다.

## 출연
- 캐스린 뉴턴 - 앨릭스 넬슨 역
- 맷 샤이블리 - 벤 역
- 에이든 러브캠프 - 와이엇 넬슨 / 헌터 레이 역
- 브레이디 앨런 - 로비 역
- 스티븐 더넘 - 더그 넬슨 역
- 알렉손드라 리 - 홀리 넬슨 역
- 케이티 페더스턴 - 케이티 역
- 얼리샤 보 - 태라 역
- 프랭크 웰커 - 음성 효과 / 토비 역